# بيتشوري
بيتشوري (بالروسية: Печоры) هي إحدى مدن روسيا في الكيان الفدرالي الروسي بسكوف أوبلاست.